# 飯塚站
飯塚站（日语：／ Iizuka eki */?）是位於福岡縣飯塚市菰田西1番1號，九州旅客鐵道（JR九州）的筑豐本線（福北豐線）車站。車站編號為JC13。

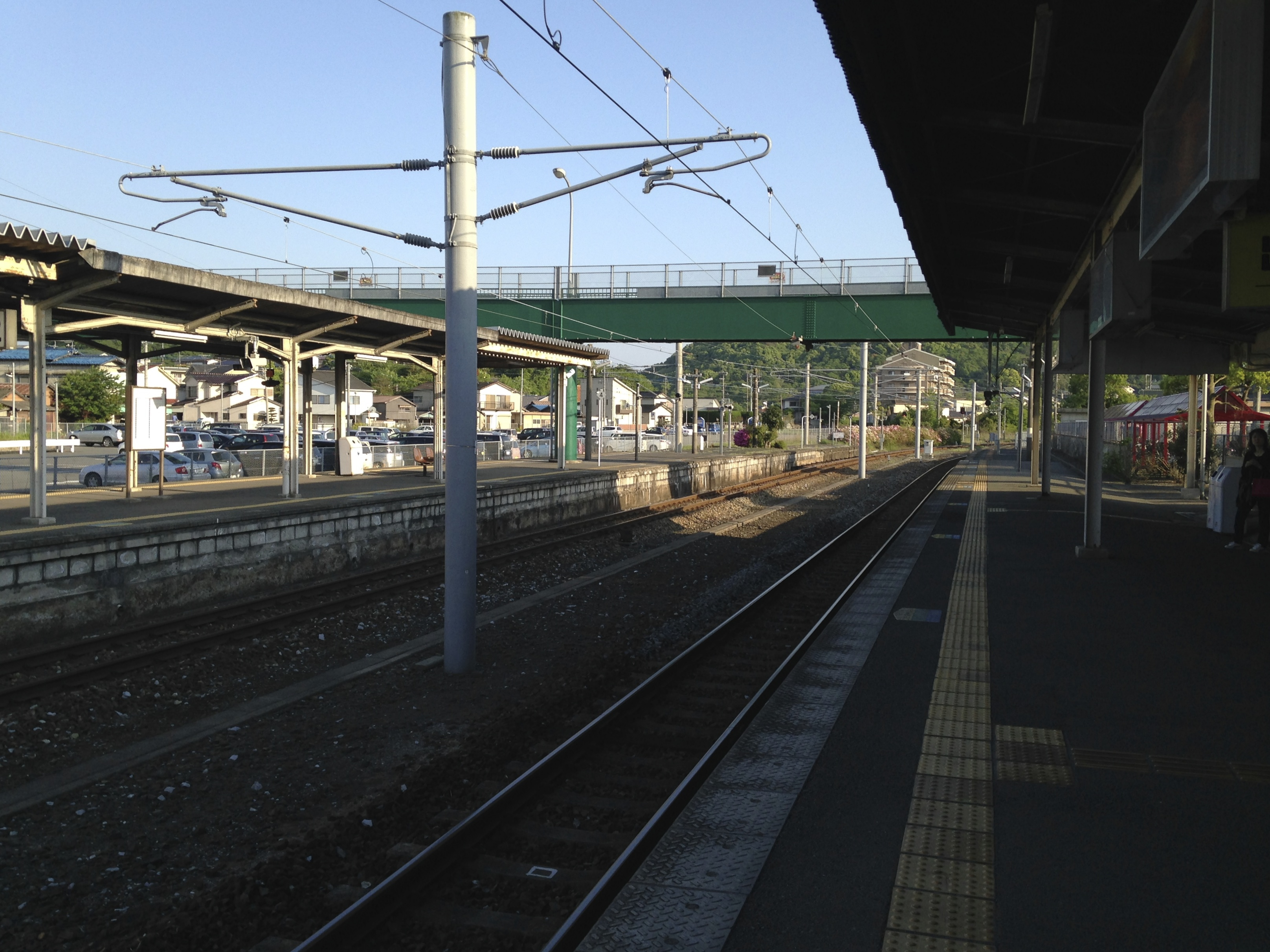
月台（2016年4月）

## 概要
在早上和晚上均設有2往返班次的特急「魁皇」，行走於博多至直方之間並停靠此站。在1985年（昭和60年）前，此站曾經設有途經筑豐本線的臥鋪特急「曉」，也曾經が停車停靠此站。現時途經筑豐本線的臥鋪特急列車已經廢止。此站的月台比較長，在早上繁忙時間最長設有7卡編成的列車停靠，但是月台長度長越7卡車廂。
此站曾經可轉乘上山田線前往山田方向，同時為線的起點。由於煤炭產業衰退，以及山田市（現時：嘉麻市）人口減少等原因，使上山田線現時已經廢止。在廢止後，西鐵巴士開設巴士路線代行，但是該巴士路線在2004年（平成16年）3月31日廢止。
此站作為一個邊界，桂川站、上穗波站方向為單線鐵路，另一方向為雙線鐵路。

## 歷史
- 1893年（明治26年）7月3日 - 筑豐興業鐵道（日语：筑豊興業鉄道）（在1894年公司改名為筑豐鐵道（日语：筑豊鉄道））此站至小竹站之間，此站啟用[2]。
- 1895年（明治28年）4月5日 - 筑豐鐵道此站至臼井站之間開通（上山田線的前身）[2]。
- 1897年（明治30年）10月1日 - 筑豐鐵道被九州鐵道（第一代）收購[3]。
- 1901年（明治34年）12月9日 - 九州鐵道（第一代）此站至長尾站（即現時桂川站）之間開通。
- 1907年（明治40年）6月1日 - 九州鐵道（第一代）被國有化，成為帝國鐵道廳車站[4]。
- 1929年（昭和4年）12月7日 - 筑前內野至原田站之間開通，筑豐本線全線開通。筑豐本線編定為若松站至原田站之間，上山田線編定為飯塚至上山田之間。
- 1987年（昭和62年）4月1日 - 伴隨國鐵分割民營化，車站由九州旅客鐵道（JR九州）營運[5][6]。
- 1988年（昭和63年）9月1日 - 上山田線全線廢止[1]。
- 2009年（平成21年）3月1日 - 此站可以使用IC卡「SUGOCA」[7]。

## 車站構造
車站是一座地面車站，設有1面1線的單式月台和2面2線的相對式月台，共有2面3線的月台。車站東邊與西邊設有行人天橋。
基本上，新飯塚、直方方向的列車會使用1號月台，桂川、博多方向的列車會使用2號月台。從此站出發前往直方方向的列車會使用2、3號月台。另外，3號月台設有前往博多方向的列車使用。此外，在黃昏時段，此站會有普通列車和快速列車的緩急接續。
此站是由JR九州鐵道營業管理的業務委託車站。此站設有綠色窗口，但是只在早上和黃昏營業。

### 月台
| 月台 | 路線     | 上下行 | 方向           | 備註                             |
| ---- | -------- | ------ | -------------- | -------------------------------- |
| 1    | 福北豐線 | 上行   | 直方、折尾方向 | 從此站出發的列車會使用2、3號月台 |
| 2、3 | 福北豐線 | 下行   | 桂川、博多方向 | 主要使用2號月台                  |

## 使用狀況
在2018年度的1日平均乘車人次為1,122人。
| 乘車人次變化 | 乘車人次變化 |
| 年度         | 1日平均人次  |
| ------------ | ------------ |
| 2007年       | 1,304        |
| 2008年       | 1,162        |
| 2009年       | 1,159        |
| 2010年       | 1,142        |
| 2011年       | 1,189        |
| 2012年       | 1,170        |
| 2013年       | 1,181        |
| 2014年       | 1,131        |
| 2015年       | 1,117        |
| 2016年       | 1,134        |
| 2017年       | 1,141        |
| 2018年       | 1,122        |

## 車站周邊
此站名稱是使用了車站位置所在的市名，這是由於車站最接近飯塚市政廳從前所在的位置，同時為市的代表車站。但是市政廳在1964年遷移至新飯塚站，使此站成為市中心以外的地方。現時，新飯塚站的乘客人次多於此站，因此事實上，新飯塚站才是飯塚市的代表車站。
- 筑豐駕照考試中心（日语：筑豊自動車運転免許試験場） - 在國道211號（日语：国道211号）上
- 日本郵政飯塚菰田郵局
- 近畿大學九州短期大學
- 飯塚市立菰田小學
- 飯塚市地方批發市場
- 嘉穗劇場（日语：嘉穂劇場）
- 飯塚市立圖書館
- AEON穗波購物中心（日语：イオン穂波ショッピングセンター）

## 巴士路線
- 西鐵巴士（日语：西鉄バス）（西鐵巴士筑豐（日语：西鉄バス筑豊）） - 於站前設有巴士站。在車站西邊約200米處，與筑豐本線並行的縣道瀨戶飯塚線（日语：福岡県道473号瀬戸飯塚線）上設有「飯塚站通」巴士站，但是只有南行方向班次。
  - [21] 濟生會飯塚嘉穗醫院
  - [21] 平恒→飯塚工業團地→飯塚（平恒Loop）
  - [27] （部分途經嘉穗綜合高校） 桂川站 - 桂川町公所 - 西牛隈、西鐵大隈
- 在東北方400米處設有「菰田站通」巴士站，停靠的巴士路線前往西鐵大隈和飯塚巴士總站。
- 飯塚市社區巴士（日语：飯塚市コミュニティバス） - 於站前設有巴士站。巴士路線前往前庄內町（日语：庄内町 (福岡県)）和舊穗波町（日语：穂波町）地區。由庄內觀光（日语：Shonai観光）運行。

## 相鄰車站
九州旅客鐵道（JR九州）
 福北豐線（筑豐本線）
- 特急「魁皇」停車站

■快速、■普通
新飯塚（JC14）－飯塚（JC13）－天道（JC12）

### 曾經存在的路線
九州旅客鐵道（JR九州）
上山田線
飯塚－平恒

## 注腳
1. 1 2 3 4 5 6 7 8 9  . 週刊JR全駅・全車両基地 (朝日新聞出版). 2012-09-23, (07): 22 （日语）.
2. 1 2 3  弓削信夫. . 葦書房. 1993-10-15: 153–155. ISBN 4751205293.
3. ↑  . 週刊JR全駅・全車両基地 (朝日新聞出版). 2012-09-23, (07): 30–31 （日语）.
4. ↑  廣岡治哉 『近代日本交通史 明治維新から第二次大戦まで』 法政大學出版局，1987年4月15日。ISBN 978-4588600173
5. ↑  『交通年鑑 昭和63年版』 交通協力會，1988年3月。
6. ↑  今村都南雄 『民営化の效果と現実NTTとJR』 中央法規出版，1997年8月。ISBN 978-4805840863
7. ↑  . 交通新聞 (交通新聞社). 2009-03-03: 1 （日语）.
8. 1 2   (PDF). 九州旅客鉄道.   [2019-08-05]. （原始内容存档 (PDF)于2020-03-15） （日语）. （页面存档备份，存于）
9. ↑   (PDF). 九州旅客鉄道.   [2019-06-08]. （原始内容 (PDF)存档于2019-07-06） （日语）. （页面存档备份，存于）

## 外部連結
- 飯塚（車站資訊） - 九州旅客鐵道（日語）